# Salles-d'Angles
Salles-d'Angles é uma comuna francesa na região administrativa da Nova Aquitânia, no departamento de Charente. Estende-se por uma área de 21,8 km². Em 2010 a comuna tinha 1 045 habitantes (densidade: 47,9 hab./km²).